# Piana brindisina
La Piana brindisina è una subregione della Puglia che comprende territori della provincia di Brindisi.

## Comuni
Brindisi, Carovigno, Cellino San Marco, Erchie, Francavilla Fontana, Latiano, Mesagne, Oria, San Michele Salentino, San Pietro Vernotico, San Vito dei Normanni, Torre Santa Susanna, Villa Castelli.